# Skurcz izowolumetryczny
Skurcz izowolumetryczny – skurcz serca zachodzący przy tej samej, stałej objętości komorowej. W trakcie skurczu izowolumetrycznego dochodzi do wzrostu ciśnienia w komorze serca przy zamkniętych zastawkach przedsionkowo-komorowych, jak i półksiężycowatych pnia płucnego i aorty. Skurcz izowolumetryczny kończy się z chwilą otwarcia zastawek.